# Gąska liściowata
Gąska liściowata, gąska osinowa (Tricholoma frondosae Kalamees & Shchukin) – gatunek grzybów należący do rzędu pieczarkowców (Agaricales).

## Systematyka i nazewnictwo
Pozycja w klasyfikacji według Index Fungorum: Tricholoma, Tricholomataceae, Agaricales, Agaricomycetidae, Agaricomycetes, Agaricomycotina, Basidiomycota, Fungi.
Po raz pierwszy opisali go w 2001 r. Kuulo Kalamees i G. Shchukin w Estonii. Synonim: Tricholoma equestre var. populinum Mort. Chr. & Noordel. 1999.
Polskie nazwy podaje internetowy atlas grzybów.

## Morfologia
Kapelusz
Średnica 5–8,5 cm, początkowo szeroko stożkowy do wypukłego, później spłaszczony, często z szerokim garbkiem. Na powierzchni koncentrycznie ułozone, wyraźnie widoczne łuski, zwłaszcza w środku. Łuski o barwie żółtawobrązowej, brązowawooliwkowej na zielonkawożółtym, bladożółtym lub jasnożółtym tle.
Blaszki
Dochodzące do brzegu kapelusza, zielonkawożółte do siarkowożółtych.
Trzon
Wysokość 6–8,5 cm, grubość 1–1,5 cm, cylindryczny. Powierzchnia gładka, lekko błyszcząca, słomkowożółta do siarkowożółtej.
Miąższ
Biały o łagodnym smaku i mącznym zapachu.
Cechy mikroskopowe
Zarodniki 5,65–7,80 × 3,75–5,25 µm, elipsoidalne, Q = 1,40–1,60, szkliste. Podstawki 24–30,5 × 5,80–6,95 µm, 4-zarodnikowe. Skórka w kapeluszu typu cutis do trichodermy, zbudowana ze strzępek o szerokości 3–6 µm. Brak sprzążek.
Gatunki podobne
Gąska liściowata jest blisko spokrewniona z gąską zielonką (Tricholoma equestre) i morfologicznie jest do niej podobna.

## Występowanie i siedlisko
Znane jest występowanie gąski liściowatej w Ameryce Północnej, Europie i Azji. W Polsce podano wiele stanowisk, a najnowsze podaje internetowy atlas grzybów. Znajduje się w nim na liście gatunków zagrożonych i wartych objęcia ochroną.
Naziemny grzyb mykoryzowy. Występuje na próchnicznych glebach w sąsiedztwie takich drzew jak olsza szara, olsza czarna, brzoza omszona, brzoza brodawkowata, świerk pospolity, topola osika i dąb szypułkowy. Tworzy z nimi ektomykoryzę.